# Разбердяйка
Разбердяйка — река в овраге Разбердейкин в Грибановском районе Воронежской области России. Длина — 12 км, площадь бассейна — 43 км².
Течёт с севера на юг, пересыхает в засушливое время года. В верхней части оврага устроены пруды. В нижней части к его правому берегу выходит овраг Студёный. Впадает в реку Карачан по правому берегу в селе Верхний Карачан в 22 км от устья реки.

## Данные водного реестра
В данных государственного водного реестра России относится к Донскому бассейновому округу, водохозяйственный участок реки — Хопёр от впадения реки Ворона и до устья, без рек Ворона, Савала и Бузулук, речной подбассейн реки — Хопёр. Речной бассейн реки — Дон (российская часть бассейна).
Код объекта в государственном водном реестре — 05010200512507000007056.